# Wannes Van de Velde
Pour les articles homonymes, voir Van de Velde.
Wannes Van de Velde, de son vrai nom Willy Cecile Johannes Van de Velde (né le 29 avril 1937 à Anvers, Belgique - mort le 10 novembre 2008), est un chansonnier, musicien, poète et artiste plasticien belge. D’une part dépositaire de la tradition populaire, et véritable figure emblématique du folk anversois, ayant assumé, à ce titre, un rôle de conservateur d’un patrimoine séculaire, il apparaît d’autre part comme un important novateur, ayant jeté des passerelles entre musique populaire traditionnelle d’une part, et jazz et musique contemporaine d’autre part ; de même, il sut combiner art populaire et théâtre moderne. Le système médiatique commercial lui était étranger, et il ne consentit à céder à aucun de ses impératifs ; quelques-unes de ses chansons connurent néanmoins un gros succès public, notamment Ik wil deze nacht in de straten verdwalen (qui servit de musique de film), In mijn mansarde, et De brug van Willebroek. Il est à signaler qu’il fut déjà peintre et sculpteur bien avant d’engager une carrière de chansonnier.

## Biographie

### Années de formation

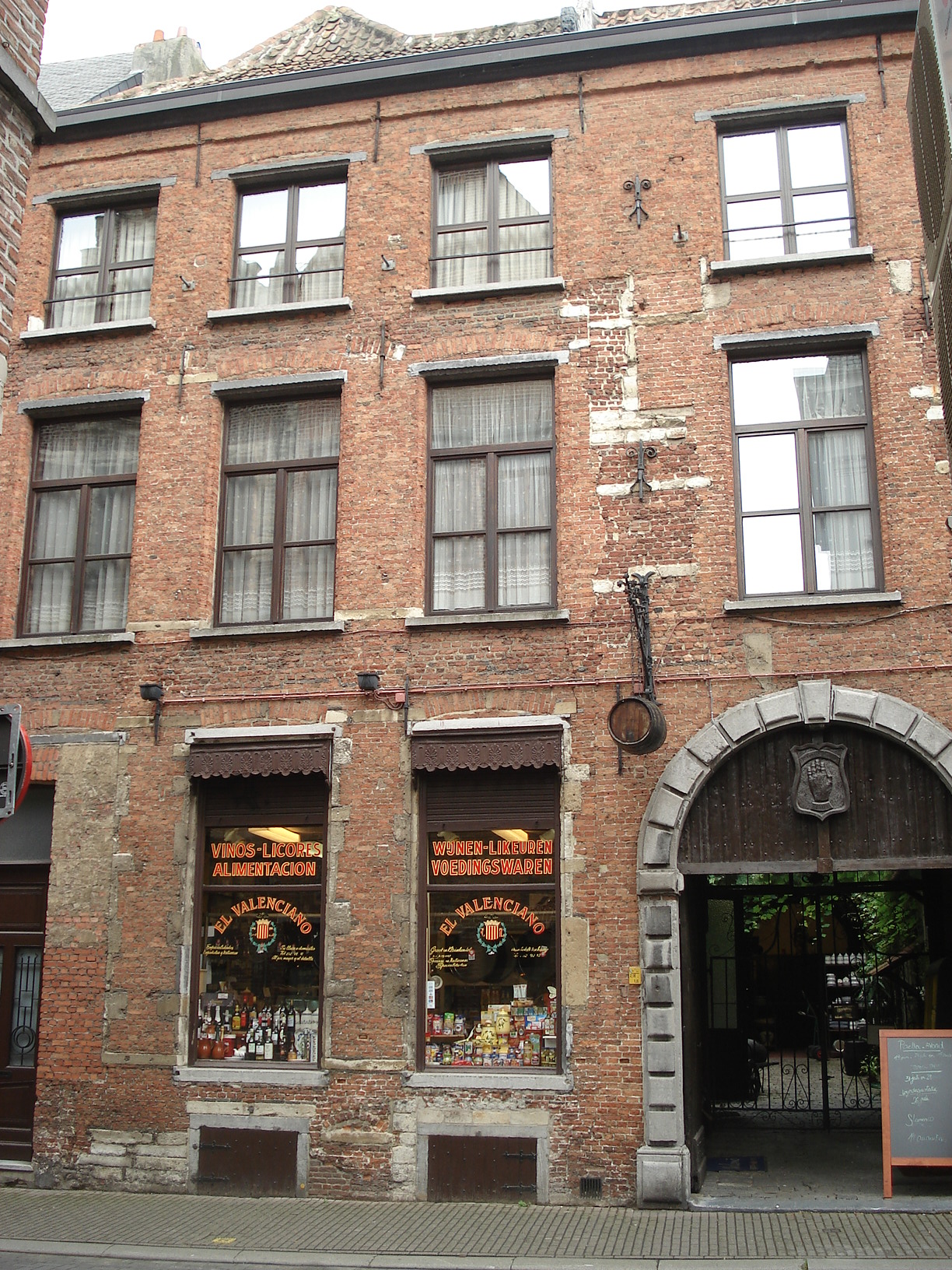
La maison des parents dans le vieil Anvers.

Né d’un père métallurgiste, mais chanteur doué, et d’une mère couturière et femme au foyer aimant à chanter pendant le travail, il grandit dans la Rue Zirk (Zirkstraat :une des plus anciennes rues d’Anvers) du quartier des mariniers (Schipperskwartier), à proximité du port. Le domicile parental était situé au-dessus d’un magasin de spécialités espagnoles, Le comptoir de Valence, qui existe encore mais dont le nom a été changé en El Valenciano. On chantait, à la maison et au bistrot: chansons d’amour, chansons satiriques, chants de combat, etc., Wannes devenant ainsi l’héritier d’une authentique culture populaire. Enfant, il assista à la déraison de la guerre, et en rendra compte plus tard avec acuité dans ses textes. La profonde aversion contre la guerre qu’il en garda transparaîtra dans plusieurs de ses chansons.
En 1953, Wannes, qu’on appelait encore Wim, s’inscrivit à l’Académie royale des Arts plastiques à Anvers. Pendant ses années d’études, il manifestait déjà un intérêt vivace pour la musique, et pour la chanson populaire en particulier. Lorsqu’un jour, un Espagnol désargenté, Sábas Gómez y Marín, de retour d’Angleterre et de passage à Anvers, vint jouer de la guitare flamenco à l’Académie, Wannes put s’entretenir avec lui. C’est ainsi que Wannes apprit le cante jondo, le chant profond d’Andalousie, et fut initié aux secrets du flamenco.
À cet enivrement par les arts plastiques et musicaux, il fut mis brusquement un terme lorsque Wannes fut appelé sous les drapeaux en 1958, en vue du service militaire qui, plus tôt qu’il n’eût souhaité, le frustrera de sa jeunesse: « L’humiliation permanente qu’il me fallait endurer », écrira-t-il dans Prelude, « la laideur inscrite dans les lieux et dans les mentalités, l’appréhension face aux armes à feu, et les yeux glacés des militaires de carrière me furent une épreuve qui eut pour effet d’entamer, plus profondément que je ne m’en rendais compte moi-même, mon courage de vivre »

### Archéologue de la musique populaire

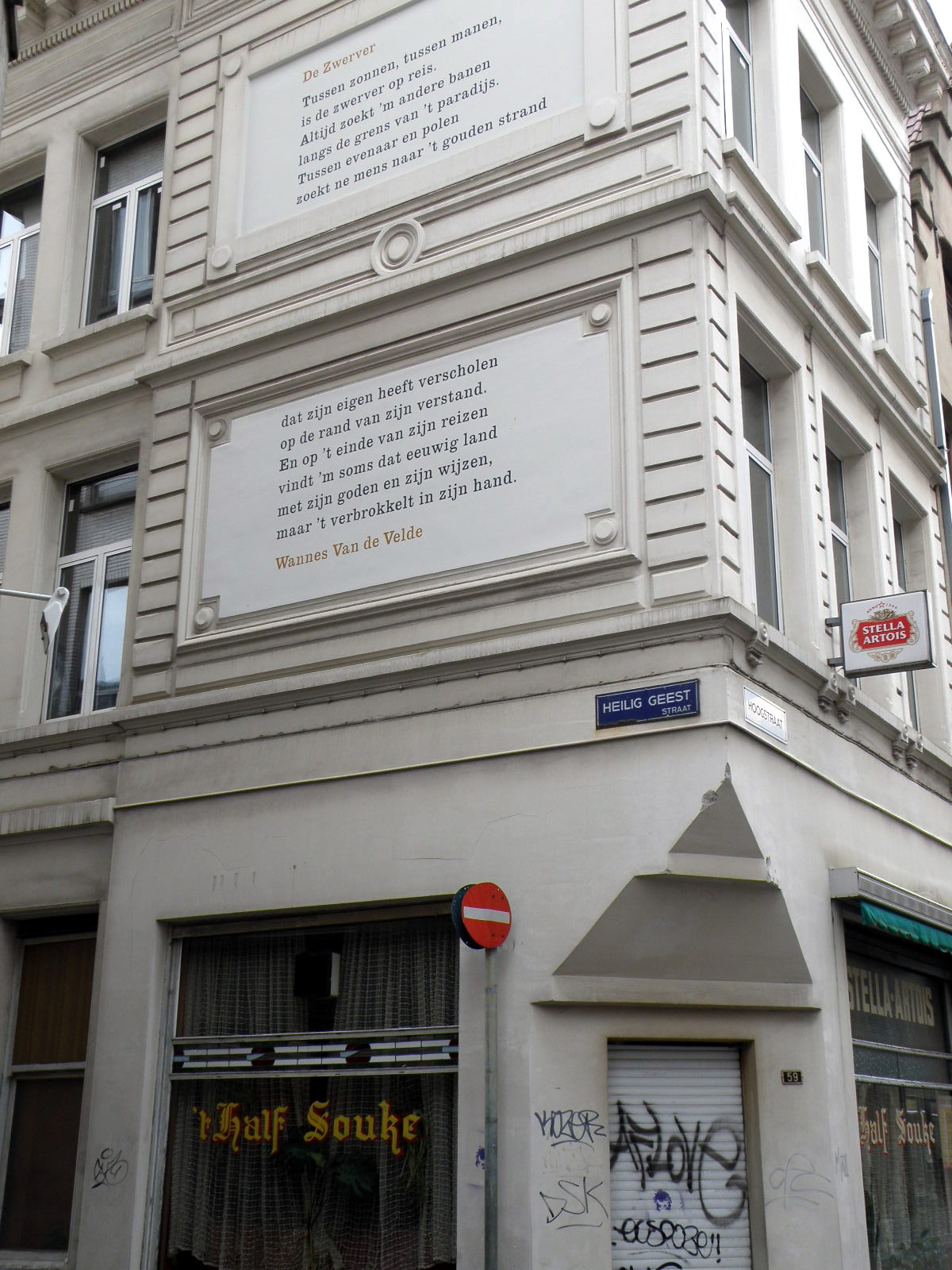
Poème de Wannes Van de Velde sur une façade du vieil Anvers.

Son intérêt pour les vieilles chansons populaires n'en faiblit pas pour autant. Il s’attacha tout d’abord à faire œuvre de collectionneur, à explorer le fond flamand des chansons populaires dans leur authenticité, et à les restituer, à l’instar de l’Écossais Ewan McColl, Rosalie Sorrels. Ainsi se mit-il, au début des années 1960, en quête de telles chansons, compulsant d’une part des livres jaunis, comme l’ouvrage d’Edmond de Coussemaker, Chants populaires des Flamands de France, découvert par hasard dans une bouquinerie anversoise, et d’autre part interrogeant les anciens ou des gens de rencontre, afin de recueillir de leur bouche quelque vieille complainte qu’ils auraient gardée en mémoire. Il ne tarda pas à écrire lui-même des textes et à en composer la musique. Ses premières chansons eurent pour origine la colère, et surtout l’impuissance, vis-à-vis de la démolition du vieux centre historique d’Anvers, du quartier où il avait grandi. Il s’entoura alors d’un groupe de musiciens qui partageaient son intérêt pour le chant populaire : Flor Hermans (violon), Bernard Van Lent (accordéon), et Walter Heynen (flûte), ce dernier prenant à sa charge la majeure partie des compositions musicales et des arrangements. Cette coopération donna lieu en 1966 à un premier disque, intitulé simplement Wannes Van de Velde. Le choix du dialecte anversois – qui, pour Van de Velde, était une évidence, bien plus qu’un choix délibéré, compte tenu qu’il n’avait jamais parlé d’autre façon –, pour anodin que ce choix puisse paraître aujourd’hui, ne fut pas apprécié par l’intelligentsia de l’époque, et contribua à lui valoir l’épithète de subversif : l’ABN, le néerlandais normé, apparaissait en effet comme seul recevable, seul propre à être utilisé en vue de créations artistiques de haute tenue, et surtout, seul compatible avec le statut de respectabilité auquel aspirait la Flandre, toute préoccupée alors de son émancipation sociale et culturelle ; l’usage du dialecte rappelait par trop à son souvenir son arriération et son humiliation passées, la confrontait importunément à un passé récent refoulé, lui présentait un miroir.

### Théâtre
Dans les années 1970, il se tourna vers le théâtre, participant à la mise en scène de plusieurs pièces et se chargeant plus particulièrement de leur partie musicale. C’est ainsi qu’il fut amené à écrire ou réécrire pour le théâtre KNS d’Anvers les chansons de scène (le théâtre n’ayant pas en effet les moyens de les reprendre telles quelles, avec l’orchestration originale) d’une série de pièces de Brecht montées à Anvers, et y tint même quelque petit rôle. Une de ces pièces fut en 1971 Maître Puntila et son valet Matti, dont il réarrangea, puis interpréta lui-même, la chanson, das Puntilalied, composée par Paul Dessau, et normalement chantée par la cuisinière Laïna ; en réalité, de la partition originale de Dessau, Wannes Van de Velde ne garda guère plus que la base rythmique, fort complexe au demeurant. Cette même chanson, Wannes la réarrangea une nouvelle fois, la dotant de paroles différentes, mais en gardant ce rythme particulier d’origine, pour créer la chanson De daensende begijn, reprise sur le 33 tours ‘ne Zanger is een groep (1976). Il ne s’agit pas du seul cas où la musique moderne, en l’espèce la dodécaphonie, s’invitait chez le chansonnier : Zesluik voor Fred Bervoets, chanson-hommage au peintre anversois Fred Bervoets qu’il composa avec le musicien Walter Heynen en 1990, en est une autre illustration. Loin d’être resté l’archéologue de la musique traditionnelle flamande qu’il fut au début de sa carrière, Wannes Van de Velde sut la décliner de multiples façons, en la métissant avec le jazz, le flamenco et la musique contemporaine.
Avec un collectif flamand de jeunes acteurs, la Internationale Nieuwe Scène, et avec le metteur en scène italien Arturo Corso, il créa le spectacle Mistero buffo, spectacle constitué d’un assemblage de monologues de Dario Fo, de récits du guillare, et de chansons populaires italiennes sélectionnées et adaptées par Wannes. Au moment de monter cette pièce à Essen (Allemagne), où il avait été engagé au titre de conseiller musical, il fit la rencontre de sa future épouse, l’actrice Christa Bernhardt-Kabisch, le hasard faisant qu’elle fût la nièce du compositeur Paul Dessau (le hasard faisant également qu’elle fût la petite-fille de Ernst Kabisch, le général allemand qui en 1914 mit le siège devant Anvers, puis s’empara de la ville). Mistero buffo connut un succès international, et fut notamment fort applaudi au festival d’Avignon.
À la même époque, une de ses chansons, Ik wil deze nacht in de straten verdwalen, dont Benoît Lamy se servit comme illustration musicale pour son film (francophone) La Fête à Jules (chanson dont Wannes avait, pour l’occasion, fait une version bilingue), connaissait un succès considérable, y compris en Belgique francophone, où Wannes passera dorénavant, avec le groupe Rum, pour une des grandes figures du folk flamand. Début des années 1970, il écrivit aussi les chansons d’une pièce de théâtre à grand succès, Uit de parochie van miserie, inspirée d’un ouvrage de John Wilms. Suivra, au début des années 1980, une pièce pour théâtre de marionnettes, Water en Wijn (‘Eau et vin’). En 1984, il participa à IJslandsuite, projet musical de Dree Peremans (sur les pêcheurs d’Islande), puis, en 1987, à L'Or Noir (Het Zwarte Goud, au sujet de la vie des mineurs), qui en était la suite.

### Maturité
Entre-temps cependant, Van de Velde ne renonçait nullement à ses activités dans le domaine musical, faisant paraître e.a. les albums Stadsgedachten et Tussen de lichten. C'est à cette époque que vinrent le rejoindre les musiciens Jan Wellens (guitare), Walter Poppeliers (contrebasse) et, quelques années plus tard, Gilberte Van den Plas (violon). Le son du groupe évolue, en quelque sorte organiquement, d’un folk traditionnel vers des arrangements davantage teintés de flamenco. Au plan des paroles, le répertoire demeure un mélange d’adaptations de vieux textes et de poèmes satiriques, usant d’un vocabulaire plus actuel.
En 1992, Van de Velde reprit, en duo avec Hans De Booij, un vieux tube de Bobbejaan Schoepen, De Lichtjes van de Schelde, et réussit à le faire figurer une nouvelle fois dans les palmarès. Dans les années 1990 se succédèrent encore trois nouveaux CD, mais en 1995, il perdit son fidèle ami Walter Heynen, son compagnon de route et mentor musical. En 1996, Wannes partit en tournée avec un quartette de jazz, et en 1999, il produisit un disque unique avec le chanteur de blues Roland Van Campenhout, CD sur lequel figurait notamment une version anversoise de Masters of War (devenu Oorlogsgelierde adapté du néerlandais oorlogsgeleerden) de Bob Dylan.
En 2001, remis d’une leucémie diagnostiquée chez lui en 2000, il fit paraître un recueil de textes, Flamencoschetsen (‘esquisses flamenco’), où il exprime sa grande affection pour ce genre musical. En 2003 parut Met een lint vol jasmijnen (‘avec un ruban piqué de jasmins’), traductions de textes de la poétesse et chanteuse flamenco Amparo Cortés. En 2005, guéri et remis de sa maladie, le Groep Wannes Van de Velde, entame une nouvelle tournée, nommée In de maat van de seizoenen (‘à la cadence des saisons’).
Wannes fit partie des chanteurs invités à se produire lors du 65e anniversaire de Derroll Adams, fêté à Courtrai ; il y interpréta une de ses compositions Ik sta al jaren in de regen,.

### Disparition et hommages
Bien que n’ayant jamais été officiellement désigné comme ‘stadsdichter’ (poète attitré choisi par la municipalité d’Anvers), Wannes Van de Velde était bien considéré comme tel, 'ad vitam', par la population anversoise. Il n’est pas exagéré de dire qu’il était une légende vivante et une véritable institution, dans sa ville natale et au-delà.
Le quartier Klein-Antwerpen ('Petit-Anvers'), situé près du parc municipal (Stadspark), où le chanteur vécut les trente dernières années de sa vie rue Antoon Van Dijck, le nomma citoyen d’honneur en 2006 et lui fit présent du géant Wannes, ainsi nommé en son honneur. Dans ce même quartier, à l’angle de la rue Breughel (Breughelstraat) et de la Lange Leemstraat (ci-devant Longue rue d’Argile) se trouvait l'estaminet Ten Huize Breughel, aujourd'hui démoli, qu’il évoqua dans ses chansons. Le 27 juin 2008, un buste de Wannes, œuvre du sculpteur Michael Bracke, fut dévoilé à la façade de Elcker-Ik, la maison de quartier de Klein Antwerpen, sise rue Breughel, mais le chanteur, déjà trop souffrant alors, ne put y assister personnellement.
Wannes Van de Velde s’éteignit le 10 novembre 2008 dans un hôpital anversois des suites d’une flambée de sa leucémie lymphoïde chronique. Le 23 novembre 2008, dans la salle de spectacle De Roma de Borgerhout, dans la proche banlieue anversoise, s’est tenue une solennelle cérémonie d’adieu, à laquelle assistèrent quelque 2000 participants ; les obsèques qui suivirent eurent lieu dans l’intimité familiale. Une collecte de fonds a été lancée en vue d’ériger une statue de lui sur la 'placette de la Tolérance' (Pleintje van de Verdraagzaamheid), formée par l’intersection de la Lange Leemstraat, de la rue Breughel (Breughelstraat), de l’Isabellalei et de la Rue Vincentius (Sint-Vincentiusstraat) à Anvers.
Non seulement sa musique, mais aussi son style de chant particulier et son talent de narrateur remontent à une tradition musicale européenne séculaire profondément enracinée, et ayant ses ramifications dans plusieurs pays. L’étude approfondie qu’il a menée sur l’authentique art populaire anversois se double d’une ample connaissance de la musique d’autres peuples et de leurs multiples influences mutuelles. Sa culture musicale et ses connaissances linguistiques lui ont permis d’accéder aisément aux musiques populaires espagnole, italienne, grecque, juive, française et anglo-saxonne, lesquelles étaient toutes présentes et vivantes dans sa ville natale. Dans sa fonction d’enseignant au Studio Herman Teirlinck, école de théâtre flamande réputée, il a inspiré d’innombrables acteurs et chansonniers, autant en Flandre qu’aux Pays-Bas.

## Récompenses
Wannes Van de Velde s’est vu décerner plusieurs prix. Nous citerons :
- Szukalski Award 1989
- Prix Gilbert Van Geert 1993
- Sabam 1994
- Zamu Award 1995
- Premio Andalucía de la ville d’Ayamonte (Huelva) (2000)

Il a été désigné par la Commission flamande comme candidat lauréat au prix UNESCO pour la musique 2005.

## Discographie
| Wannes Van de Velde | 1966 | Philips  |
| Wannes Van de Velde 2 | 1967 | Philips  |
| Wat zang wat klank | 1967 | Philips  |
| Laat de Mensen dansen | 1969 | Philips  |
| M'n beste (compil.) | 1969 | Philips  |
| Ne Zanger is een groep | 1976 | Philips  |
| In de natuur wou ik gaan leven                                                                                            | 1978 | Philips  |
| Volksliederen | 1980 | Philips  |
| Stadsgedachten | 1982 | Philips  |
| Tussen de Lichten | 1986 | Philips  |
| Portret (compil.) | onb. | Philips  |
| De zwarte Rivier | 1990 | HKM      |
| Café met rooi' gordijnen                                                                                                  | 1992 | HKM      |
| Kleuren van de steden | 1995 | HKM      |
| Een verzameling (compil.)                                                                                                 | 1997 | HKM      |
| Intiem - onuitgegeven werk uit de archieven van de BRTN (inédits trouvés dans les archives de la radio publique flamande) | 1997 | Polygram |
| De nomaden van de muziek                                                                                                  | 2000 |          |
| Water en wijn | 2004 |          |
| In de Maat van de seizoenen                                                                                               | 2006 | Granota  |

## Ouvrages
Il est l’auteur notamment de :
- Man in Landschap, poésies (Nioba, 1989)
- Een Wad in de tijd (avec gravures sur bois de l’auteur, Éd. P, 1997)
- De Klank van de stad (chansons 1966-1999, Houtekiet 1999)
- In de Tijd (notities 1987-1993, avec illustrations de l’auteur, Paradox Pers, 2000)
- Flamencoschetsen (Éd. P, 2001)
- Tijdsnede, notities 1994-2000 (Éd. P, 2004).